# Принимаю бой
«Принимаю бой» — советский молодёжный фильм 1963 года, который пролежал три года «на полке» и был выпущен на экран в 1966 году. Снят режиссёром Сергеем Микаэляном по киноповести «Мечтатели» Алексея Каплера, вышедшей в 1962 году.

## Сюжет
О трагической судьбе юного Алёши, о торжестве моральных принципов, которые он утверждал всей своей недолгой жизнью.— Советский экран, 1966 год
Начав трудовую жизнь на одном из больших заводов, герой оказывается под влиянием уголовников. Вовремя спохватившись и получив поддержку коллектива, Алексей порывает с бандой и вступает с ней в яростную и бескомпромиссную борьбу…

## В ролях
В главных ролях:
- Юрий Беркун — Алёша Уточкин
- Леонид Дьячков — Михаил Валетов
- Ольга Лысенко — Лиза Максимова, бригадир

В остальных ролях:
- Светлана Очкина — Зоя, рабочая из бригады Максимовой
- Павел Кашлаков — Митя Иванов
- Василий Меркурьев — Сергей Сергеевич, начальник цеха
- Ирина Губанова — Тамара, рабочая из бригады Максимовой
- Наталия Дмитриева — Нюра, рабочая из бригады Максимовой
- Валентина Егоренкова — Маша, рабочая из бригады Максимовой

## Песня из фильма
В фильме звучит песня «На кургане», стихи Юлии Друниной, музыка Андрея Петрова, исполняет Лидия Клемент.
Написанная специально для фильма песня стала известна до выхода положенного «на полку» фильма — звучала по радио, в 1964 году вышла на пластинке «Поёт Лидия Клемент», стала очень популярна («В молодёжной среде нередко звучит песня о кургане, над которым „война пронеслась“» — журнал «Москва», 1965) и оставалась таковой долгие годы, её исполняли звезды советской эстрады Майя Кристалинская, Людмила Сенчина, Гелена Великанова. Спустя годы музыковедами было отмечено:

В песне будто предвосхищена характерная для нынешних песен образная полифония. Ю. Друнина, во время войны сражавшаяся на фронте, поэтически рассказала об обычае, который после войны родился в Волгограде: молодые люди, любящие друг друга, дают клятву верности на месте героических боев и гибели тысяч защитников города, на Мамаевом кургане.

## О запрете фильма
Снятый в 1963 году фильм был «положен на полку», но спустя три года — в апреле 1966 года, выпущен на экран.
По словам режиссёра, действительной причиной всех неприятностей картины была месть за какие-то личные дела сценаристу Алексею Каплеру со стороны «одного очень крупного начальника».
Во время съёмок режиссёру было лишь указано переснять сцену «общежитие девушек» — «попало и за слишком бытовую декорацию, и за „негероические“ лица девичьей бригады и особенно за сцену вечеринки», однако, дальше никаких проблем он не испытывал, и запрет фильма стал неожиданностью:

Худсовет студии хвалил картину, назвал её талантливой. В Министерстве культуры РСФСР с восхищением приняли фильм, отметили высокий пафос в битве за советские идеалы и объявили, что картина явится подарком приближающемуся идеологическому пленуму ЦК. На другой день в главке по кинематографии Министерства культуры СССР сказали, что фильм антисоветский и он чернит нашу жизнь. Чего только не пришлось услышать… Что комсомольцев в наши дни не убивают. Что фильм издевается над нашим будущим, так как убийство происходит на площади перед заводом, называющимся «Прогресс»… Фильм не приняли.

Через три года был смещён Хрущёв. Ещё через три месяца — тот самый «один очень крупный начальник», и фильм «Принимаю бой» сняли с полки.— режиссёр фильма Сергей Микаэлян
Вопрос о выпуске фильма поднимал на заседании Идеологической комиссии ЦК КПСС бывший её членом главный режиссёр Большого драматического театра Георгий Товстоногов, причём заговорил о фильме на заседании не посвящённом кино, а на вопрос Л. Ф. Ильичёва кто сценарист, сказал, что некий Батлер (а не Каплер), и горячо защищал фильм:

Я был глубоко поражён, когда узнал, что этот фильм, взволновавший меня и вызвавший ненависть к явлению, о котором идёт речь в картине, — я был поражён, когда узнал, что эта картина запрещена какой-то редакторской инстанцией. […] Что же инкриминируется картине? Два обстоятельства — что такой молодёжи, «валетов», представляющих циничную и скептическую часть молодёжи, такого явления у нас не существует, его показывать не надо. И второе, что трагически погиб герой в конце картины. […] Я здесь, товарищи, об этой картине заговорил, хотя мы здесь говорим не о кино, но я заговорил об этом фильме потому, что это кардинальная проблема конфликта, без которого нельзя говорить о драматургии. Если мы помощники партии, то мы не имеем права закрывать глаза на те отрицательные явления, которые есть вокруг нас, и этому нас учат, — тем более, что эти отрицательные явления уравновешиваются в высоком и лучшем смысле слова по-настоящему горячим героем.— Георгий Товстоногов